# Journal of Computational and Applied Mathematics
Journal of Computational and Applied Mathematics is een internationaal, aan collegiale toetsing onderworpen wetenschappelijk tijdschrift op het gebied van de toegepaste wiskunde. De naam wordt in literatuurverwijzingen meestal afgekort tot J. Comput. Appl. Math. Het wordt uitgegeven door Elsevier namens de Koninklijke Vlaamse Ingenieursvereniging en verschijnt 24 keer per jaar. Het eerste nummer verscheen in 1975.
De inhoud van het tijdschrift wordt 4 jaar na publicatie vrij toegankelijk. Daarnaast hebben auteurs de mogelijkheid om tegen betaling hun artikel direct vrij toegankelijk te maken.